# Olga Salo
Olga Salo (28 de diciembre de 1865-22 de enero de 1932) fue una actriz y traductora finlandesa.

## Biografía
Su verdadero nombre era Olga Piironen, y nació en Víborg, Finlandia, siendo sus padres Wilhelm Piironen y Valborg Sinko. Aunque en un principio trabajó como maestra orientadora, en el año 1887 ingresó en el Kansanteatteri de August Aspegren, pasando en 1892 al Teatro Nacional de Finlandia, donde trabajó hasta 1916. 
Posteriormente fue empleada unos años en la Sociedad Teosófica Finlandesa. Fue también directora teatral, ejerciendo en el Teatro de Joensuu en 1920–1922, en el Teatro de Kuopio durante un año, y finalmente varios años en el Teatro de Lahti.
A lo largo de su carrera Salo desempeñó más de doscientos papeles, destacando por su trabajo en obras como Elinan surma, Kaarina Maununtytär, Daniel Hjort, El rey Lear, y Casa de muñecas.
Salo actuó también en tres películas mudas: Anna-Liisa (1911), Sylvi (1913) y Tukkijoella (1928), conservándose de ellas únicamente la última.
Aparte de su actividad como actriz, Olga Salo trabajó diez años como profesora de oratoria y recitación en la escuela del Teatro Nacional. En su faceta de traductora figura su trabajo con el libro de Leonid Andréiev Kertomuksia (Yrjö Weilin, Helsinki 1905) y el de Goki Egyptiläisiä satuja (Suomalainen kirjakauppa yo, Tampere 1917).
Olga Salo falleció en Lahti, Finlandia, en el año 1932.